# Luděk Maňásek
Luděk Maňásek (11. listopadu 1929 Bělá pod Bezdězem – 9. února 2003 Ústí nad Labem) byl český malíř, grafik a ilustrátor.

## Život

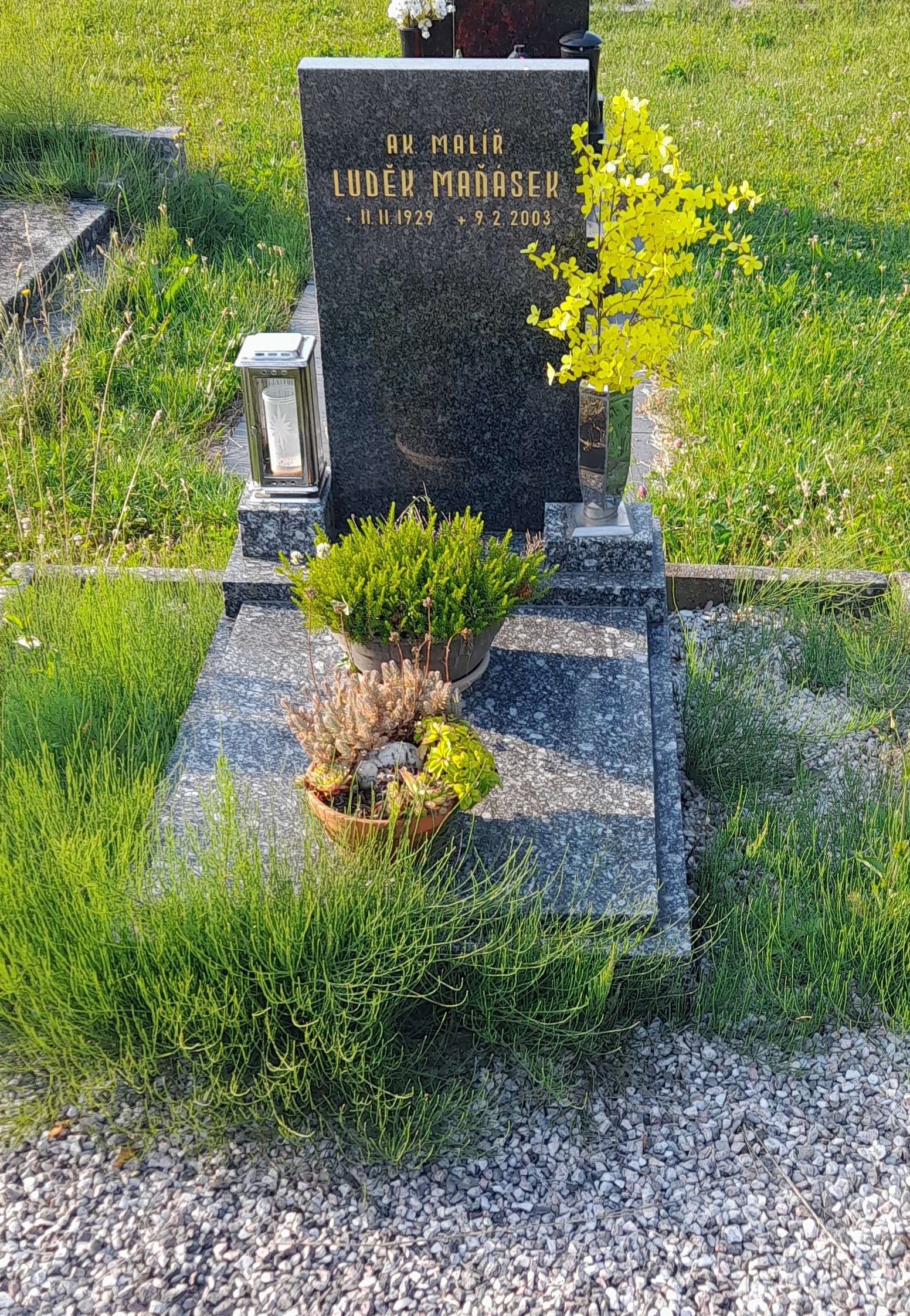
Hrob L. Maňáska na obecním hřbitově v Bělé pod Bezdězem

V roce 1943 nastoupil na Státní grafickou školu v Praze. Mezi lety 1945 (1946) až 1950 pracoval jako litograf v grafickém ústavu V. Neubert & syn. V roce 1950 maturoval na Střední grafické škole v Praze. Mezi lety 1950 až 1955 studoval malbu (obor monumentální malba) a kresbu u Josefa Nováka a pedagogiku u Jaromíra Uždila na Vysoké škole umělecko-průmyslové v Praze. Prvním jeho velkým dílem byl obraz milicionáře a rudoarmějce s holčičkou v nadživotní velikosti na stěně radnice v Mnichově Hradišti v roce 1957.
V 60. letech 20. století byl členem redakční rady časopisu Život mladoboleslavské kultury. Do 70. let 20. století vyučoval malbu a kresbu na základní umělecké škole v Mladé Boleslavi, odkud musel z politických důvodů odejít a měl do roku 1985 zakázáno vystavovat v Mladé Boleslavi. Poté se věnoval volné tvorbě, především ilustracím pro nakladatelství Atria. Od roku 1974 žil v Mladé Boleslavi. V roce 1979 se manželce Haně narodil syn Hynek. V roce 1982 se přestěhoval do bytu v Kosmonosích.
Po roce 1989 inicioval založení Sdružení mladoboleslavských výtvarníků-profesionálů. Spolupracoval i s Městským divadlem Mladá Boleslav (vytvořil např. plakát pro inscenaci Jiráskovy Lucerny). V roce 1999 získal čestné občanství města Bělá pod Bezdězem.
Zemřel po těžké nemoci 9. února v Ústí nad Labem. Pohřeb se konal 14. února 2003 v obřadní síni ústeckého krematoria. Pohřben je na obecním hřbitově v Bělé pod Bezdězem.

## Dílo
Ilustroval učebnice, dětské knihy (pověsti, pohádky), dobrodružné příběhy, romány i poezii. Celkem ilustroval více než 100 titulů ve třinácti jazycích. Ve volné tvorbě využíval duchovní a symbolické náměty. Volná tvorba zahrnovala kalendáře, pohlednice, hrací karty, zápalky, záložky, divadelní programy, plakáty apod.

### Kalendáře (výběr)
- 1985 – Pohádkový svět Luďka Maňáska, kalendář[5]
- 1988 – Český rok Luďka Maňáska, kalendář[5]

### Ilustrace (výběr)
- Jan Čarek: Motýli (1959)
- J.M. Le Prince de Beaumont: Kráska a zvíře (1971)

- Jacob a Wilhelm Grimm: Die schönsten Märchen (1975)

- Vladimír Stuchl: Prérií pádí kůň: Americké pověsti a povídačky (1975)
- Oscar Wilde: Šťastný princ a jiné pohádky (1985)

- Donát Šajner: Blázínci ze Lhoty (1986)
- Miroslav Pecha: Srneček z křivoklátského lesa (1990)
- Josef Ort: Hrad Michalovice (1991)
- Jaromír Kazda: Potopa (1994)
- Jaromír Kazda: Stvoření světa (1994)
- Zdeněk K. Slabý: Čítanka 6 (1995)
- Jaromír Kazda: Narození Ježíška (1995), Narodenie Ježiška (1995), Isusovo rodjenje (1995)

- Rudyard Kipling: Pohádky (1996)
- Eduard Petiška: Mythes de la Grèce antique (1998)
- Hans Christian Andersen: Ošklivé káčátko (1998)
- Zdeněk Hoffmann: Pověsti z Podbezdězí (1999)
- Charles Perrault: Le chat botté (2000), Kocour v botách (2000)

- Pavel Gaudore: Řecké báje (1998, 2003)
- Karel Hynek Mácha: Máj (2004)

## Výstavy (výběr)
Svá díla představil na více než 200 kolektivních a samostatných výstavách.

### Samostatné
- 1979 – Luděk Maňásek: Ilustrace dětské knihy. Suchardův dům, Nová Paka[2]
- 1989 – Luděk Maňásek. Podkrkonošské muzeum, Nová Paka[2]
- 2003 – výstava ilustrací Luďka Maňáska k Máchovu Máji, kulturní středisko, Bělá pod Bezdězem[5]

### Kolektivní
- 1971 – Nejkrásnější knihy roku 1970. Památník národního písemnictví, Praha[2]
- 1974 – Knižní ilustrace Artie 1953–1973. Středočeská galerie, Praha[2]
- 1979 – Čeští ilustrátoři dětem, Mánes, Praha[2]
- 1982 – Nejhezčí dětem - přehlídka knižních ilustrací nakladatelství Albatros za rok 1981, Mánesova síň, Karviná[2]